# Francisco Elson
Francisco Marinho Robby Elson (ur. 28 lutego 1976 w Rotterdamie) – holenderski koszykarz, center.
Mierzący 213 cm wzrostu koszykarz studiował w Berkeley. Do NBA został wybrany z 41 numerem w drafcie 1999 przez Denver Nuggets. Do NBA trafił dopiero kilka lat później, kilka sezonów spędził w hiszpańskiej ACB. Grał w Barcelonie (1999–2001), Valencii BC (2001–2002) oraz Caja San Fernando (2002–2003).
Do Stanów Zjednoczonych wyjechał w 2003. W klubie z Denver spędził trzy sezony. W lipcu 2006 podpisał dwuletni kontrakt z San Antonio. Z reguły na parkiet wchodził z ławki rezerwowych. W 2007 wraz z zespołem został mistrzem NBA.

## Osiągnięcia
Na podstawie, o ile nie zaznaczono inaczej.
NCAA
- Mistrz turnieju National Invitation Tournament (NIT – 1999)

NBA
- Mistrz NBA (2007)

Inne
- Mistrz Hiszpanii (2001)
- Wicemistrz Hiszpanii (2000)
- 4. miejsce w Eurolidze (2000)
- Zdobywca pucharu Hiszpanii (2001)
- Finalista pucharu Saporty (2002)
- Zwycięzca konkursu wsadów hiszpańskiej ligi ACB (2001)